# Zgornje Laže
Zgornje Laže – wieś w Słowenii, w gminie Slovenske Konjice. W 2018 roku liczyła 134 mieszkańców.